# Ethan Hawke
Ethan Hawke, celým jménem Ethan Green Hawke, (* 6. listopadu 1970 Austin, Texas) je americký herec, spisovatel a režisér. Roli Todda Andersona si zahrál v dramatu Společnost mrtvých básníků. Oscarovou nominaci mu přinesl výkon v kriminálním snímku Training Day.

## Osobní život
Je demokrat. V roce 2004 podporoval prezidentského kandidáta Johna Kerryho a v roce 2008 Baracka Obamu. Žije v Boerum Hill v New Yorku a vlastní malý ostrov v Novém Skotsku v Kanadě. Z otcovy strany je praprasynovcem dramatika Tennesseeho Williamse. Jeho dědeček z matčiny strany, Howard Lemuel Green, byl baseballovým komisařem v nižší lize.
Dne 1. května 1998 si vzal herečku Umu Thurman, se kterou se seznámil v roce 1996 při natáčení filmu Gattaca. Mají spolu dvě děti, dceru Mayu (nar. 1998) a syna Levona (nar. 2002). Pár se od sebe oddělil v roce 2003 kvůli Hawkově nevěře a následující rok požádal o rozvod. Rozvod byl dokončen v srpnu 2005.
Podruhé se oženil v červnu 2008 s Ryan Hawke (rozenou Shawhughes), která u něj krátce pracovala jako chůva před tím, než absolvovala na Kolumbijské univerzitě. Pár má spolu dvě dcery, Clementine Jane (nar.2008) a Indianu (nar. 2011).

## Filmografie

### Film
| Rok  | Název                                         | Role                                  | Poznámky                  |
| ---- | --------------------------------------------- | ------------------------------------- | ------------------------- |
| 1985 | Badatelé                                      | Ben Crandall                          |                           |
| 1988 | Lion's Den                                    | Nepojmenovaná role                    |                           |
| 1989 | Společnost mrtvých básníků                    | Todd Anderson                         |                           |
| 1989 | Táta                                          | Billy Tremont                         |                           |
| 1991 | Bílý tesák                                    | Jack Conroy                           |                           |
| 1991 | Tajemná schůzka                               | Tom McHugh                            |                           |
| 1992 | Vodní země                                    | Mathew Price                          |                           |
| 1992 | Hlídka v Ardenách                             | Will Knott                            |                           |
| 1993 | Bohatí láskou                                 | Wayne Frobiness                       |                           |
| 1993 | Přežít                                        | Nando Parrado                         |                           |
| 1994 | Bolestná realita                              | Troy Dyer                             |                           |
| 1994 | Floundering                                   | Jimmy                                 |                           |
| 1995 | Před úsvitem                                  | Jesse Wallace                         |                           |
| 1995 | Scénář smrti                                  | Roger                                 |                           |
| 1997 | Gattaca                                       | Vincent Anton Freeman / Jerome Morrow |                           |
| 1998 | Velké naděje                                  | Finnegan 'Finn' Bell                  |                           |
| 1998 | Newton Boys                                   | Jess Newton                           |                           |
| 1999 | Dva na jednoho                                | Nat                                   |                           |
| 1999 | Král Joe                                      | Len Coles                             |                           |
| 1999 | Sníh padá na cedry                            | Ishmael Chambers                      |                           |
| 2000 | Hamlet                                        | Hamlet                                |                           |
| 2001 | Sním či bdím?                                 | Jesse Wallace                         |                           |
| 2001 | Přiznání                                      | Vince                                 |                           |
| 2001 | Training Day                                  | Jake Hoyt                             |                           |
| 2002 | The Jimmy Show                                | Ray                                   |                           |
| 2003 | Alias                                         | agent CIA, James L. Lennox            | Epizoda: „Double Agent“   |
| 2004 | Zloděj životů                                 | James Costa / Martin Asher            |                           |
| 2004 | Před soumrakem                                | Jesse Wallace                         |                           |
| 2005 | Přepadení 13. okrsku                          | seržant Jake Roenick                  |                           |
| 2005 | Obchodník se smrtí                            | agent Jack Valentine                  |                           |
| 2006 | Hořká krajina                                 | Vince                                 |                           |
| 2006 | Fast Food Nation                              | Pete                                  |                           |
| 2007 | Než ďábel zjistí, že seš mrtvej               | Hank Hanson                           |                           |
| 2008 | Co tě nezabije...                             | Paulie McDougan                       |                           |
| 2008 | Chelsea on the Rocks                          | Sám sebe                              | Dokumentární              |
| 2009 | New Yorku, miluji Tě!                         | Spisovatel                            |                           |
| 2009 | Malý New York                                 | Sully Halverson                       |                           |
| 2009 | Corso: The Last Beat                          | Vyprávěč/Sám sebe                     | Dokumentární              |
| 2009 | Svítání                                       | Edward Dalton                         |                           |
| 2010 | Nejlepší z Brooklynu                          | detektiv Salvatore "Sal" Procida      |                           |
| 2011 | Žena z pátého patra                           | Tom Ricks                             |                           |
| 2012 | Sinister                                      | Ellison Oswalt                        |                           |
| 2012 | Mea Maxima Culpa: Silence in the House of God | Pat (hlas)                            | Dokumentární              |
| 2013 | Před půlnocí                                  | Jesse Wallace                         |                           |
| 2013 | Očista                                        | James Sandin                          |                           |
| 2013 | Závod s časem                                 | Brent Magna                           |                           |
| 2014 | Chlapectví                                    | Mason starší                          |                           |
| 2014 | Predestination                                | barman / dočasný agent / John         |                           |
| 2015 | Seymour: An Introduction                      | Sám sebe                              | Dokumentární              |
| 2015 | Cymbeline                                     | Iachimo                               |                           |
| 2015 | Good Kill                                     | Major Thomas Egan                     |                           |
| 2015 | Ten Thousand Saints                           | Les                                   |                           |
| 2015 | Regresión                                     | Bruce Kenner                          |                           |
| 2015 | Born to Be Blue                               | Chet Baker                            |                           |
| 2015 | Maggie má plán                                | John Harding                          |                           |
| 2016 | In a Valley of Violence                       | Paul                                  |                           |
| 2016 | The Phenom                                    | Hopper Sr.                            |                           |
| 2016 | Maudie                                        | Everett Lewis                         |                           |
| 2016 | Sedm statečných                               | Goodnight Robicheaux                  |                           |
| 2017 | Valerian a město tisíce planet                | Jolly the Pimp                        |                           |
| 2017 | Zoufalství a naděje                           | Ernst Toller                          |                           |
| 2017 | 24 hodin života                               | Travis Conrad                         |                           |
| 2018 | Juliet, Naked                                 | Tucker Crowe                          |                           |
| 2018 | Blaze                                         | Radio DJ                              | také scenárista a režisér |
| 2018 | Stockholm                                     | Kaj Hansson / Lars Nystrom            |                           |
| 2019 | The Kid                                       | Pat Garrett                           |                           |
| 2019 | The Truth                                     | Hank                                  |                           |
| 2019 | Adopt a Highway                               | Russell Millings                      |                           |
| 2020 | Tesla                                         | Nikola Tesla                          |                           |
| 2020 | Cut Throat City                               | Jackson Symms                         |                           |
| 2021 | Viník                                         | seržant Bill Miller                   |                           |
| 2022 | Seveřan                                       | král Aurvandill                       |                           |
| 2022 | Na nože: Glass Onion                          | Milesův asistent                      | cameo                     |
| 2022 | Raymond & Ray                                 | Ray                                   |                           |

### Televize
| Rok  | Název              | Role                        | Poznámky                        |
| ---- | ------------------ | --------------------------- | ------------------------------- |
| 2003 | Alias              | CIA Agent James L. Lennox   | díl: „Dvojitý agent“            |
| 2007 | Robot Chicken      | Godzilla Jr. / Jason (hlas) | díl: „Squaw Bury Shortcake“     |
| 2011 | Moby Dick          | Starbuck                    | minisérie, 2 díly               |
| 2015 | Exit Strategy      | Eric Shaw                   | neprodaný pilotní díl           |
| 2019 | The Purge          | James Sandin                | díl: „7:01 am“                  |
| 2020 | The Good Lord Bird | John Brown                  | také tvůrce a výkonný producent |
| 2022 | Moon Knight        | Arthur Harrow               | hlavní postava                  |